# Бретонський спанієль
Бретанський спанієль або бретонський спанієль ( фр. Épagneul Breton   ) — французька порода збройових собак типу спанієля, виведена переважно для полювання на птахів. 
Він з'явився між сімнадцятим і дев'ятнадцятим століттями в Бретані на північному заході Франції та був офіційно визнаний на початку двадцятого. Порода розвивалася інакше в Сполучених Штатах, де її можна назвати "американський бретон"